# Resolutie 242 Veiligheidsraad Verenigde Naties
Resolutie 242 van de Veiligheidsraad van de Verenigde Naties van 22 november 1967 is een resolutie met betrekking tot de ernstige situatie in het Midden-Oosten en is een reactie op de Zesdaagse Oorlog. De resolutie stelde dat Israël zich uit de gebieden die het had bezet zou moeten terugtrekken om duurzame vrede in het Midden-Oosten mogelijk te maken.

## Achtergrond
Sinds het uitroepen van de staat Israël in 1948 had geen enkel Arabisch land Israël erkend, en velen verwachtten niet dat Israël nog erg lang zou blijven bestaan. Na de oorlog van 1956, de Suezcrisis, ontstond opnieuw een labiel evenwicht. Spanningen liepen in 1967 weer hoog op. Op 1 juni verklaarde de Egyptische president Nasser:
De legers van Egypte, Jordanië, Syrië en Libanon staan klaar aan de grenzen van Israël... om de uitdaging aan te gaan...
Hij en de Israëlische regering wisten dat dat grootspraak was. Een gebaar in het kader van de Arabische eenheid, nu Syrië om hulp gevraagd had. Zijn troepen waren te gering in aantal en te slecht uitgerust om iets tegen Israël klaar te maken. Na zijn blokkade van de Straat van Tiran had hij meteen contact gezocht met de Amerikaanse regering om tot onderhandelingen te komen. De Israëlische regering, onder druk gezet door de generaals van de legerstaf om deze gelegenheid te benutten, beschouwde het als een "casus belli" en voerde een bliksemaanval uit, die onder andere in één klap de Egyptische luchtmacht uitschakelde, het begin van de Zesdaagse Oorlog. De VN greep in, waardoor er na zes dagen een staakt-het-vuren kwam. Toen had Israël de overige 22% van historisch Palestina in zijn machtsgebied gebracht, het schiereiland Sinaï en de Golanhoogten.

## Inhoud
De Veiligheidsraad stelt direct aan het begin "hoe ontoelaatbaar het is door middel van oorlog gebieden te verwerven" en dat het nodig is om te werken aan een rechtvaardige en langdurige vrede. Beide constateringen zijn wezenlijk voor een juiste uitleg van deze resolutie.
Hij vraagt daarom dat:
- Israël zich terugtrekt uit (de) gebieden die het bezet sinds de Zesdaagse Oorlog (lidwoord "de" in de Franse tekst);
- alle betrokken partijen de territoriale integriteit, politieke onafhankelijkheid en de soevereiniteit van elke staat in de regio respecteren.

Hij stelt dat het noodzakelijk is dat:
- de vrijheid van scheepvaart in de internationale wateren gegarandeerd blijft;
- een rechtvaardige regeling getroffen moet worden voor het vluchtelingenprobleem;
- er gedemilitariseerde zones komen om de territoriale integriteit en politieke onafhankelijkheid van elke staat te garanderen.

Secretaris-generaal U Thant wordt gevraagd een Speciale Vertegenwoordiger aan te wijzen om deze resolutie te helpen realiseren.

## Handvest VN
De VN-Veiligheidsraad, waaronder permanente leden als Frankrijk en Groot-Brittannië, kozen er welbewust voor om de resolutie onder hoofdstuk 6 van het Handvest van de Verenigde Naties te laten vallen en niet onder hoofdstuk 7. Zodoende kan de resolutie niet militair worden afgedwongen.

## Palestijnen
De resolutie spreekt alleen over het probleem van de Palestijnse vluchtelingen. Dit was voor de Palestijnen onaanvaardbaar.